# 美國處男
是一套1999年的美國喜劇電影，由保羅及基斯·韋士兩兄弟執導，傑森·畢格斯、克里斯·克萊、湯瑪士·伊恩·尼可拉斯及艾迪·凱·湯瑪士等主演。電影以四個高中男生為中心，描述他們為了能在畢業前成功破處而作出諸多努力，卻弄到笑料百出的經過。

## 剧情
吉姆、奧茲、凱文、芬奇四個好友，在史帝夫的派對上泡妞或進展皆一無所獲，而後決心在成為大學生的畢業前夕，將「破處」視為他們的共同目標並付諸行動。

## 演员
| 演員                                     | 角色                                         | 備註 |
| 傑森·畢格斯 Jason Biggs                  | 詹姆士·雷文斯汀(吉姆) James "Jim" Levenstein | 本劇主角。 |
| 克里斯·克萊 Chris Klein                  | 克里斯·奧斯崔格(奧茲) Chris "Oz" Ostreicher  | 吉姆死黨，校隊主力。 他用實際行動喚回海瑟的心，也在舞會當晚「達陣」。                                                          |
| 湯瑪士·伊恩·尼可拉斯 Thomas Ian Nicholas | 凱文·邁爾斯 Kevin Myers                      | 吉姆死黨，四人中唯一非單身，亦為「破處計畫」發起人。 儘管一度與薇琪冷戰，但最終仍在舞會當晚「達陣」。                          |
| 艾迪·凱·湯瑪士 Eddie Kaye Thomas         | 保羅·芬奇 Paul Finch                         | 吉姆死黨。 於舞會前夕，曾藉由潔西卡散佈的流言變得搶手，但最後卻因史蒂夫惡搞而成眾人笑柄。 舞會當晚誤入禁地，被史戴弗勒媽吃了。 |
| 艾莉森·漢妮根 Alyson Hannigan            | 蜜雪兒·佛萊荷提 Michelle Flaherty            | 吉姆畢業舞會舞伴。 |
| 娜塔莎·諾伊尼 Natasha Lyonne             | 潔西卡 Jessica                               | 薇琪好友，曾與芬奇合作散佈芬奇誇張情史的流言。 舞會時曾邀芬奇共舞。                                                            |
| 泰拉·瑞德 Tara Reid                      | 維多莉亞·拉森(薇琪) Victoria "Vicky" Lathum  | 凱文女友。始終排斥與凱文發生「性」。                                                                                           |
| 西恩·威廉·史考特 Seann William Scott     | 史蒂夫·史戴弗勒 Steve Stifler                | 吉姆及眾人的最佳損友，與奧茲同為校隊隊友。 家境富裕，家中別墅可供數十人舉辦派對。                                              |
| 米娜·蘇瓦利 Mena Suvari                  | 海瑟 Heather                                 | 合唱團成員，最後被奧茲感動，冰釋前嫌而交往。                                                                                   |
| 夏儂·伊莉莎白 Shannon Elizabeth          | 娜蒂亞 Nadia                                 | 吉姆同班同學，吉姆對她有好感。 最後因「視訊事件」，離開了美國。                                                                |
| 尤金·李維 Eugene Levy                    | 吉姆爸 Jim's Dad                             | 吉姆的父親。開明指導吉姆許多性知識與觀念。                                                                                     |
| 茉莉·奇克 Molly Cheek                    | 吉姆媽 Jim's Mom                             | 吉姆的母親。 |
| 克里斯·歐文 Chris Owen                   | 查克·薛曼 Chuck "Sherminator" Sherman        | 其貌不揚，卻愛說大話的吉姆好友。 在舞會上當場被揭穿謊言。                                                                      |
| 艾利·馬林索 Eli Marienthal               | 史戴弗勒弟 Stifler's younger brother         | 史蒂夫的弟弟。 |
| 珍妮佛·庫里姬 Jennifer Coolidge          | 史戴弗勒媽 Stifler's Mom                     | 史蒂夫的母親。曾被誤傳與芬奇有一腿。                                                                                           |
| 趙約翰 John Cho                          | 約翰 John                                    | 合唱團成員。 |
| 艾瑞克·李夫利 Eric Lively                | 艾伯特 Albert                                | 在奧茲缺陣時，代打男高音的合唱團成員。                                                                                         |
| 薩沙·巴瑞斯 Sasha Barrese                | 寇尼 Courtney                                | |
| 詹姆士·德巴洛 James DeBello              | 熱情佬 Enthusiastic guy                      | |
| 克里斯·魏茲 Chris Weitz                  | 色情片男聲 Male voice in porn film           | |
| 捲尾猴水晶 Crystal_the_Monkey            | 猴子 Monkey with Garage Band                 | |

## 外部連結
- 互联网电影数据库（IMDb）上《美國處男》的资料（英文）
- AllMovie上《美國處男》的资料（英文）
- 豆瓣电影上《美國處男》的資料 （简体中文）
- 时光网上《美國處男》的資料（简体中文）